# Prepseudatrichia violacea
Prepseudatrichia violacea är en tvåvingeart som beskrevs av Kelsey 1969. Prepseudatrichia violacea ingår i släktet Prepseudatrichia och familjen fönsterflugor.
Artens utbredningsområde är Tchad. Inga underarter finns listade i Catalogue of Life.